# Zdeněk
Zdeněk (nebo také Zdenek, Zděnek) je zkrácená podoba odvozená zřejmě ze staroslovanských jmen Zděslav, Sděslav a Zdislav – „zde je slavný“ nebo "Udělat (se) slavným".Jiná teorie říká že pochází z latinského Sidonius, pak by ovšem jméno znamenalo "sidonský muž" nebo "Původem ze Sidonie". Podle českého kalendáře má svátek 23. ledna.

## Domácké podoby
Zdenda, Zdenko, Zdeník, Zdeníček, Zdeněček, Zdenoušek, Zdenouš, Zdenál

## Statistické údaje

### Pro jméno Zdeněk
Následující tabulka uvádí četnost jména v ČR a pořadí mezi mužskými jmény ve srovnání dvou roků, pro které jsou dostupné údaje MV ČR – lze z ní tedy vysledovat trend v užívání tohoto jména:
| Rok       | Četnost     | Pořadí   |
| 1999      | 155 733     | 11.      |
| 2002      | 152 742     | 10.      |
| Porovnání | o 2991 méně | o 1 lépe |
| 2006      | 145 656     | 11.      |
| 2007      | 143 998     | 11.      |

Změna procentního zastoupení tohoto jména mezi žijícími muži v ČR (tj. procentní změna se započítáním celkového úbytku mužů v ČR za sledované tři roky 1999-2002) je -1,2%.
V roce 2006 se podle údajů ČSÚ se jednalo o 41. nejčastější mužské jméno u novorozenců

### Pro jméno Zdenek
Následující tabulka uvádí četnost jména v ČR a pořadí mezi mužskými jmény ve srovnání dvou roků, pro které jsou dostupné údaje MV ČR – lze z ní tedy vysledovat trend v užívání tohoto jména:
| Rok       | Četnost   | Pořadí      |
| 1999      | 3167      | 100.        |
| 2002      | 3193      | 100.        |
| Porovnání | o 26 více | žádná změna |
| 2006      | 3145      | 111.        |
| 2007      | 3124      | 115.        |

## Známí nositelé jména

### Šlechtici
- Zdeslav z Divišova
- Zdeněk Kašpar Kaplíř ze Sulevic – český šlechtic a vojevůdce
- Zdeněk Konopišťský ze Šternberka – český šlechtic
- Zdeněk Kostka z Postupic – český šlechtic a vojevůdce
- Zdeněk Vojtěch Popel z Lobkovic – český šlechtic a politik

### Ostatní
- Zdeněk Borovec – český textař
- Zdeněk Bradáč – český kouzelník, iluzionista, žonglér a eskapolog
- Zdeněk Burian – český malíř, grafik a ilustrátor
- Zdeněk Dítě – český herec
- Zdeněk Fibich – český skladatel
- Zdeněk Formánek – více osobností
- Zdeněk Grygera – český fotbalista
- Zdeněk Hruška – bývalý československý fotbalista a později trenér
- Zdeněk Hruška – český herec
- Zdeněk Chalabala – český dirigent
- Zdeněk Chlopčík - český tanečník, choreograf
- Zdeněk Izer – český herec, komik a bavič
- Zdeněk Janík – český básník
- Zdeněk Jarkovský – český hokejista
- Zdeněk Jičínský – český právník a politik
- Zdeněk Jílek – český hudební pedagog a vynikající klavírista
- Zdeněk Jirotka – český spisovatel a fejetonista
- Zdeněk Kalista – český historik, básník a překladatel
- Zdeněk Koudelka – český právník, politik a vysokoškolský pedagog
- Zdeněk Kříž – český geolog, kartograf a pedagog
- Zdeněk Kubík – český heraldik
- Zdeněk Kučera (teolog) – český teolog a univerzitní profesor
- Zdeněk Liška – český hudební skladatel
- Steve Lichtag, rodným jménem Zdeněk Loveček – český cestovatel a dokumentarista
- Zdeněk Lukáš – český hudební skladatel
- Zdeněk Mahler – český spisovatel, historik a hudební vědec
- Zdeněk Maryška – český herec
- Zdeněk Matějček – český lékař, dětský psycholog a psychiatr
- Zdeněk Mácal – český dirigent
- Zdeněk Miler – český režisér a výtvarník animovaných filmů pro děti
- Zdeněk Nehoda – český fotbalista
- Zdeněk Nejedlý – český politik a muzikolog
- Zdeněk Němeček – český spisovatel
- Zdeněk Piškula – český herec
- Zdeněk Pluhař – český spisovatel
- Zdeněk Podhůrský – český herec, moderátor, režisér
- Zdeněk Podskalský – český filmový režisér
- Zdeněk Pohlreich – český šéfkuchař
- Zdeněk Rytíř – český textař, skladatel, hudebník
- Zdeněk Řehoř – český herec
- Zdeněk Smetana – český výtvarník
- Zdeněk Srstka – český vzpěrač, herec a kaskadér
- Zdeněk Svěrák – populární český dramatik, scenárista a herec
- Zdeněk Šindlauer – český kreslíř
- Zdeněk Škromach – český politik
- Zdeněk Štěpánek – český herec
- Zdeněk Švarc – více osobností
- Zdeněk Troška – český filmový a divadelní režisér
- Zdeněk Veselovský – český zoolog, etolog a ornitolog
- Zdeněk Vojtíšek – český religionista, teolog, pedagog a kazatel
- Zdeněk Zelenka – český scenárista a režisér
- Zdeněk Zouhar – český pedagog, muzikolog a skladatel

## Nositelé Zdeslava i Zdislava
- Zdeslav Čotić, herec
- Zdeslav Milinković, srbský lékař
- Zdeslav Matković, chorvatský spisovatel
- Zdeslav Šantić

## Zdeněk jako příjmení
- Anna Zdeňková, provdaná Dvořáková (1820–1882), matka skladatele Antonína Dvořáka
- Jakub Zdeněk – český herec
- Jaroslav Zdeněk – český učitel, předseda České astronomické společnosti a Klubu českých turistů
- Zdeněk Zdeněk – český jazzový pianista